# Juri Wassiljewitsch Alexaschin
Juri Wassiljewitsch Alexaschin (russisch Юрий Васильевич Алексашин, engl. Transkription Yuriy Aleksashin; * 22. Oktober 1941 in Nikolajewsk am Amur, RSFSR, Sowjetunion) ist ein ehemaliger russischer Langstreckenläufer der für die Sowjetunion an den Start ging. Seinen größten Erfolg feierte er mit dem Gewinn der Silber und Bronzemedaille über 3000 Meter bei den Halleneuropameisterschaften 1971 und 1972.

## Sportliche Laufbahn
Erste internationale Erfahrungen sammelte Juri Alexaschin vermutlich im Jahr 1971, als er bei den Halleneuropameisterschaften in Sofia in 8:01,2 min die Bronzemedaille im 3000-Meter-Lauf hinter dem Briten Peter Stewart und seinem Landsmann Wolodymyr Pantelej gewann. Im Jahr darauf gewann er bei den Halleneuropameisterschaften in Grenoble in 8:03,20 min die Silbermedaille hinter seinem Landsmann Juris Grustiņš und trat anschließend nicht mehr international in Erscheinung.
1973 wurde Alexaschin sowjetischer Meister im 5000-Meter-Lauf.

## Persönliche Bestzeiten
- 3000 Meter: 8:01,2 min, 14. März 1971 in Sofia
- 5000 Meter: 13:34,4 min, 19. Juli 1971 in Moskau